# Гряда (Калинковичский район)
Гряда (бел. Града) — деревня в Юровичском сельсовете Калинковичского района Гомельской области Белоруссии.

## География

### Расположение
В 30 км на юг от районного центра, 29 км от железнодорожной станции Калинковичи (на линии Гомель — Лунинец), 148 км от Гомеля, 4 км от пристани Юровичи на реке Припять (приток реки Днепр).

### Гидрография
На юге мелиоративные каналы и пойма реки Припять.

## Транспортная сеть
Транспортные связи по просёлочной, затем автомобильной дороге Гомель — Лунинец. Планировка состоит из прямолинейной меридиональной улицы, к центру которой с запада под острым углом присоединяется короткая прямолинейная улица. Застройка двусторонняя, деревянная усадебного типа.

## История
По письменным источникам известна с XVIII века как деревня в Мозырском повете Минского воеводства Великого княжества Литовского. После 2-го раздела Речи Посполитой (1793 год) в составе Российской империи. В 1850 году в составе одноимённого поместья в Речицком уезде Минской губернии. Хозяин поместья М. Ф. Кулага владела здесь в 1876 году 436 десятинами земли. В 1879 году обозначена в числе селений Юровичского церковного прихода. В 1908 году в Юровичской волости.
В 1931 году организован колхоз, работали ветряная мельница, кузница. В деревенской начальной школе в 1938 году обучались 59 мальчиков и девочек. Во время Великой Отечественной войны в декабре 1943 года оккупанты сожгли 80 дворов. 39 жителей погибли на фронте. Согласно переписи 1959 года в составе колхоза имени В. И. Ленина (центр — деревня Юровичи).

## Население

### Численность
- 2004 год — 24 хозяйства, 31 житель.

### Динамика
- 1795 год — 13 дворов.
- 1850 год — 15 дворов, 155 жителей.
- 1908 год — 49 дворов 275 жителей.
- 1930 год — 63 двора, 320 жителей.
- 1940 год — 90 дворов.
- 1959 год — 280 жителей (согласно переписи).
- 2004 год — 24 хозяйства, 31 житель.